# 1277
1277 (MCCLXXVII) var ett normalår som började en fredag i den julianska kalendern.

## Händelser

### November
- 25 november – Sedan Johannes XXI har avlidit den 20 maj väljs Giovanni Gaetano Orsini till påve och tar namnet Nicolaus III.

### Okänt datum
- Den avsatte svenske kungen Valdemar Birgersson och den danske kungen Erik Klipping anfaller Småland och Västergötland.
- Magnus Ladulås armé besegrar dem i slaget vid Ettak i Västergötland.
- Magnus ingår förlikning med sin avsatte bror Valdemar, som avsäger sig kungavärdigheten och får en del av Götaland i förläning.
- Jakob Israelsson blir ny svensk ärkebiskop och får värdighetstecknet palliet av biskoparna i Linköping och Roskilde. Det delas normalt ut av ärkebiskopen i Lund, men denne är för tillfället fördriven från Danmark.
- Domkapitlet i Strängnäs är belagt från detta år.
- Den medeltida borgen Axevall omtalas för första gången.
- Lokrume kyrka på Gotland blir invigd.
- Edvard I:s erövring av Wales inleds.

## Födda
- Ingeborg Magnusdotter av Sverige, drottning av Danmark 1296–1319, gift med Erik Menved.
- Märta Eriksdotter av Danmark, drottning av Sverige 1298–1318, gift med Birger Magnusson.

## Avlidna
- 3 mars – Folke Johansson Ängel, svensk ärkebiskop sedan 1274.
- 20 maj – Johannes XXI, född Pedro Julião, påve sedan 1276.
- Licoricia av Winchester, engelsk pengautlånare.